# Королевская прерогатива
Королевская прерогатива — совокупность полномочий, прав и обязанностей, привилегий и иммунитета монарха как суверена по общему праву и, иногда, по гражданскому праву. Она является средством, с помощью которого осуществляются некоторые полномочия исполнительной власти, которыми обладает монарх в отношении процесса управления государством. Отдельные прерогативы могут быть отменены парламентом, в Соединённом Королевстве существует особый порядок применения Королевских прерогатив.
Хотя некоторые республиканские руководители государства обладают аналогичными полномочиями, они не перекрывают друг друга и имеют ряд принципиальных отличий от полномочий и прерогатив монарха.
В Великобритании властная прерогатива первоначально использовались монархом, действующем в одиночку, без обязательного парламентского согласия (после Великой хартии вольностей). После вступления на престол Ганноверской династии эти полномочия стали, как правило, осуществляться после консультаций с премьер-министром или Кабинетом, который в свою очередь подотчетен парламенту, за исключением вопросов королевской семьи, как минимум с времен Вильгельма IV.
Обычно в странах, в которых сохранилась конституционная монархия, но политической идеологией является либеральная демократия, а также национальные государства, такие как Дания, Япония или Швеция, королевской прерогативой являются установленные церемониальные функции государственной власти.

## Порядок действия прерогатив в Великобритании
Сегодня некоторые прерогативы Короны непосредственно осуществляются министрами без одобрения парламента. В некоторых странах это полномочия по регулированию гражданской службы, выдаче паспорта и предоставления льгот и почестей. Некоторые королевские прерогативы номинально осуществляются монархом, но по рекомендации премьер-министра или по советам кабинета. Некоторые ключевые сферы деятельности правительства по-прежнему осуществляется с помощью королевской прерогативы, но её использование в них сокращается, поскольку соответствующая деятельность постепенно устанавливаются законом.
Вопреки распространённому мнению, в Великобритании королевские прерогативы конституционно не ограничены. В Деле прокламаций (1611), судебном решении принятом в период правления короля Якова VI (I), английские суды общего права категорически утверждали, что они обладают правом определять границы королевской прерогативы. После Славной революции в 1688 году, в результате которой к власти пришли соправители королева Мария II и король Вильгельм III, эта интерпретация королевских прерогатив как существование отдельной и обособленной власти судей не была оспорена Короной. Было признано, что толкование закона есть несомненная прерогатива суда. Это и есть важнейшее следствие и основа концепции судебной власти; и её самостоятельность и независимость от исполнительной власти, которой обладает Корона сама по себе, или её министров.

### Следствия
Следствием королевской прерогативы является право правительства санкционировать военные действия без согласования с парламентом: право объявления войны и военных действий принадлежит не парламенту, а Короне. На практике монарх делегирует это право премьер-министру и правительству. Традиционно военные акции проходят обсуждение в парламенте. Но решение, принимаемое в парламенте путём голосования, не является конституционно обязывающим для правительства.